# Formiche Alto
Formiche Alto – gmina w Hiszpanii, w prowincji Teruel, w Aragonii, o powierzchni 78,17 km². W 2014 roku gmina liczyła 168 mieszkańców.